# Pol Bouin
André Pol Bouin, mais conhecido como Pol Bouin, (Vendresse, 11 de junho de 1870 — Vendresse, 5 de fevereiro de 1962) foi um biólogo celular e histologista francês.

## Prêmios e condecorações
- Medalha de Ouro CNRS, 1961[1]